# Мијајловац
Мијајловац је насеље у Србији у општини Трстеник у Расинском округу. Према попису из 2022. било је 367 становника (према попису из 1991. било је 656 становника).

## Историја
До Другог српског устанка Мијајловац се налазио у саставу Османског царства. Након Другог српског устанка Мијајловац улази у састав Кнежевине Србије и административно је припадао Јагодинској нахији и Левачкој кнежини све до 1834. године када је Србија подељена на сердарства.
Село је познато по производњи вина и лозних калемова. У прошлости је за дало доста војника када је то држави било потребно. У последњем рату на Косову и Метохији живот је изгубио Драган Милићевић Шумар (1978-1999), по причама преживелих сабораца са Кошара један од најхрабријих војника током рата.

## Демографија
У насељу Мијајловац живи 476 пунолетних становника, а просечна старост становништва износи 46,5 година (43,6 код мушкараца и 49,7 код жена). У насељу има 181 домаћинство, а просечан број чланова по домаћинству је 3,03.
Ово насеље је великим делом насељено Србима (према попису из 2002. године), а у последња три пописа, примећен је пад у броју становника.
|  |

| Демографија | Демографија | Демографија |
| Година      | Становника  | Становника  |
| ----------- | ----------- | ----------- |
| 1948.       | 699         |             |
| 1953.       | 725         |             |
| 1961.       | 745         |             |
| 1971.       | 724         |             |
| 1981.       | 724         |             |
| 1991.       | 656         | 652         |
| 2002.       | 548         | 554         |

| Етнички састав према попису из 2002.‍ | Етнички састав према попису из 2002.‍ | Етнички састав према попису из 2002.‍ | Етнички састав према попису из 2002.‍ | Етнички састав према попису из 2002.‍ |
| ------------------------------------ | ------------------------------------ | ------------------------------------ | ------------------------------------ | ------------------------------------ |
|                                      |                                      |                                      |                                      |                                      |
| Срби                                 | Срби                                 |                                      | 542                                  | 98,90%                               |
| Југословени                          | Југословени                          |                                      | 3                                    | 0,54%                                |
| непознато                            | непознато                            |                                      | 3                                    | 0,54%                                |

| Мијајловац у пописима Јагодинске нахије — од 1818. до 1829.                       |       |       |       |       |       |       |          |       |       |       |       |       |
| Година пописа                                                                     | 1818. | 1819. | 1820. | 1821. | 1822. | 1823. | 1824/25. | 1825. | 1826. | 1827. | 1828. | 1829. |
| Куће                                                                              | 20    | 20    | 20    | 20    | 20    | 19    | 19       | 19    | 20    | 23    | 23    | 34    |
| Пореске главе*                                                                    | -     | 28    | 25    | 23    | 22    | 22    | 21       | 20    | 23    | 24    | 24    | 24    |
| Арачке главе**                                                                    | 49    | 58    | 59    | 60    | 62    | 63    | 61       | 65    | 70    | 68    | 66    | 71    |
| *Пореске главе = Ожењени мушкарци \| ** Арачке главе = Мушкарци од 7 до 70 година |       |       |       |       |       |       |          |       |       |       |       |       |

| Година пописа     | 1948. | 1953. | 1961. | 1971. | 1981. | 1991. | 2002. |
| ----------------- | ----- | ----- | ----- | ----- | ----- | ----- | ----- |
| Број домаћинстава | 138   | 147   | 165   | 166   | 158   | 154   | 181   |

| Број чланова      | 1  | 2  | 3  | 4  | 5  | 6 | 7 | 8 | 9 | 10 и више | Просек |
| ----------------- | -- | -- | -- | -- | -- | - | - | - | - | --------- | ------ |
| Број домаћинстава | 28 | 47 | 39 | 40 | 16 | 8 | 3 | 0 | 0 | 0         | 3,03   |

| Пол    | Укупно | Неожењен/Неудата | Ожењен/Удата | Удовац/Удовица | Разведен/Разведена | Непознато |
| ------ | ------ | ---------------- | ------------ | -------------- | ------------------ | --------- |
| Мушки  | 257    | 70               | 160          | 19             | 8                  | 0         |
| Женски | 239    | 23               | 161          | 52             | 3                  | 0         |
| УКУПНО | 496    | 93               | 321          | 71             | 11                 | 0         |

| Пол    | Укупно                    | Пољопривреда, лов и шумарство | Рибарство                            | Вађење руде и камена | Прерађивачка индустрија       |
| ------ | ------------------------- | ----------------------------- | ------------------------------------ | -------------------- | ----------------------------- |
| Мушки  | 168                       | 96                            | 0                                    | 0                    | 45                            |
| Женски | 105                       | 79                            | 0                                    | 0                    | 14                            |
| УКУПНО | 273                       | 175                           | 0                                    | 0                    | 59                            |
| Пол    | Производња и снабдевање   | Грађевинарство                | Трговина                             | Хотели и ресторани   | Саобраћај, складиштење и везе |
| Мушки  | 0                         | 3                             | 4                                    | 2                    | 4                             |
| Женски | 0                         | 0                             | 5                                    | 1                    | 0                             |
| УКУПНО | 0                         | 3                             | 9                                    | 3                    | 4                             |
| Пол    | Финансијско посредовање   | Некретнине                    | Државна управа и одбрана             | Образовање           | Здравствени и социјални рад   |
| Мушки  | 0                         | 9                             | 0                                    | 4                    | 0                             |
| Женски | 0                         | 2                             | 0                                    | 1                    | 0                             |
| УКУПНО | 0                         | 11                            | 0                                    | 5                    | 0                             |
| Пол    | Остале услужне активности | Приватна домаћинства          | Екстериторијалне организације и тела | Непознато            | Непознато                     |
| Мушки  | 0                         | 0                             | 0                                    | 1                    | 1                             |
| Женски | 0                         | 0                             | 0                                    | 3                    | 3                             |
| УКУПНО | 0                         | 0                             | 0                                    | 4                    | 4                             |